# HRT – Radio Split
Hrvatski radio Split je splitska regionalna radijska postaja u sastavu Hrvatske radiotelevizije.

## Povijest
Radio Split je jedan od najstarijih elektroničkih javnih medija na području južne Hrvatske. Prvi put je započeo emitirati program 22. travnja 1945. godine. Uskoro nakon toga emitiranje je obustavljeno da bi Radio Split ponovno krenuo radom 27. srpnja 1954. godine iz vile "Ruža" na Mejama. Program se isprva emitirao tri i pol sata na dan, tijekom jutra kada se nije emitirao matični program iz Zagreba.
Početkom 1960-ih godina Radio Split se osamostaljuje, no, kako općina Split nije mogla financirati rad postaje, 1966. godine ponovno se udružuje s Radio Zagrebom. Godine 1968. Radio Split seli u vilu "Ferić", također na Mejama, pokraj južnog ulaza u marjanski tunel. Slušatelji su tad mogli čuti glasove spikera Aranke Glušćević i Ive Tomičića iz tog studija.
Početkom 1980. Radio Split se useljava u novu zgradu RTV centra na Mažuranićevu šetalištu 24a opremljenu suvremenom radio tehnikom.
Godine 1983. Radio Split produžuje svoj program na 5 sati na dan (od 12 do 19 sati), od 1989. godine uvode se još 4 sata jutarnjeg programa.
Početkom 1990-ih Radio Split odigrao je važnu ulogu u demokratskim promjenama uvodeći nove demokratske standarde prava na slobodu javnoga govora. Te se godine RTV Zagreb preimenuje u HTV, kada je i splitska radiopostaja dobila novo ime - Hrvatski radio - Radio postaja Split.
Radio je odigrao važnu ulogu i u razbijanju medijske blokade u Dalmaciji i Herceg Bosni tijekom Domovinskog rata, a njegovi su novinari izvještavali sa svih bojišnica, za što su dobili i više priznanja.
Od travnja 1991. emitira humoristično-satiričnu emisiju Kad se smijah, tad i bijah.
Godine 1992. Radio Split uvodi večernji program do ponoći, a od 1995. godine program se emitira cjelodnevno da bi od lipnja 2000. godine počeo emitirati 24-satni vlastiti program.
Pred mikrofonom Radio Splita posao su ispekla vodeća imena hrvatskoga novinarstva, od prvoga novinara Marinka Bojića do brojnih drugih: Zvonko Letica, Davorin Rudolf, Miljenko Smoje, Joško Kulušić, Zdravko Gracin, Frane Jurić, Tonči Petrasov Marović, Jakša Fiamengo, Edo Pezzi, Jadran Marinković i drugi. Glazbenim urednicima su bili naši istaknuti skladatelji Vinko Lesić, Zdenko Runjić i Joško Koludrović. Antologijske folklorne, klapske i dokumentarne emisije pripremao je maestro Ljubo Stipišić, a osobitost je splitskog Radija da je u svojim studijima snimao i stvarao drame. Nezaboravan je serijal "Smij i suze starega Splita" Ivana Kovačića, a dramatizirani su i tekstovi Marka Uvodića Splićanina, Miljenka Smoje, Vanče Kljakovića i drugih. U tonskoj su arhivi Radio Splita i vrijedni zapisi sa Splitskoga ljeta i drugih važnih javnih i kulturnih događaja. Poznati hrvatski komičari Rade Medan Čikeš i Željko Maretić (emisija Trta mrta), Zvonko Stipičić-Miš, glazbenici kao sastav Daleka obala, pjevač Duško Mucalo i drugi svoje su prve minutaže popularnosti stjecali na ovom radiju. Antologijske su radijske reklame Radio Splita snimljene 1980-ih i 1990-ih. Mnogi mladi splitski glazbeni sastavi svoje su prve radijske minutaže dočekali na ovom radiju.

## Slušanost
Iako polovicom 1990-ih godina počinje radom više lokalnih radiopostaja u Splitu (Radio Brač, Radio Gradska mreža, Radio Dalmacija, Radio M, britanski BFBS te još neke manje), što donosi jaku konkurenciju u eteru, program Radio Splita ostaje najslušanijim regionalnim programom u Hrvatskoj.

## Izdvojeno iz programa
- Jutarnji program (mozaična emisija)
- Vijesti HR-a (informativna emisija)
- Dnevne novosti HR-a (informativna emisija)
- Dnevnik Radio Splita (informativna emisija)
- Kronika dana HR-a (informativna emisija)
- Top lista Radio Splita (glazbena emisija)
- Pomorska večer (svakoga ponedjeljka)
- Treće poluvrijeme (športska emisija)
- Od baluna do košarke (športska emisija)

Legendarne emisije:
- Akcija-reakcija
- Srijedom u sridu
- Četvrtkom u četvrtu
- Trta mrta
- Lampica

## Frekvencije
Radio Split emitira se sa sljedećih lokacija:
- Biokovo     102,0 MHz
- Hvar        100,2 MHz
- Komiža      88,4 MHz
- Labinštica 101,0 MHz
- Orlovača    105,3 MHz
- Vidova gora 104,5 MHz
- Vrlika      105,8 MHz

## Program
Jutarnji program
Jutro mijena sve
Prijepodnevni program
Poslijepodnevni program
Večernji program
Vikend